# Canopidae
Canopidae é uma família de percevejos de tamanho médio (5 a 8 mm), totalmente negros e brilhantes, dorso fortemente convexo e escutelo amplamente desenvolvido, recobrindo todo o abdome e a maior parte dos hemiélitros. Distribuição exclusivamente neotropical, com um gênero Canopus e oito espécies. McHugh (1994) reportou ninfas e adultos de diferentes espécies ocorrendo sobre fungos, determinando que esporos dos mesmos fungos estavam presentes no sistema digestivo destes insetos, confirmando assim seus hábitos micetófagos.